# Sebastiania pubiflora
Sebastiania pubiflora är en törelväxtart som beskrevs av Cyrus Longworth Lundell. Sebastiania pubiflora ingår i släktet Sebastiania och familjen törelväxter.
Artens utbredningsområde är Guatemala. Inga underarter finns listade i Catalogue of Life.